# Puebla de Pedraza
Puebla de Pedraza es un municipio de España, en la provincia de Segovia, comunidad autónoma de Castilla y León. Tiene una superficie de 17,61 km² y en 2022 contaba con 48 habitantes.
El municipio cuenta con varios despoblados: Frades conservándose su ermita de advocación a la Virgen del Carmen, Tello (a 2 km al SO), San Miguel (a 2 km al S) y Los Alamillos (a 1,5 km al SSO).

## Geografía

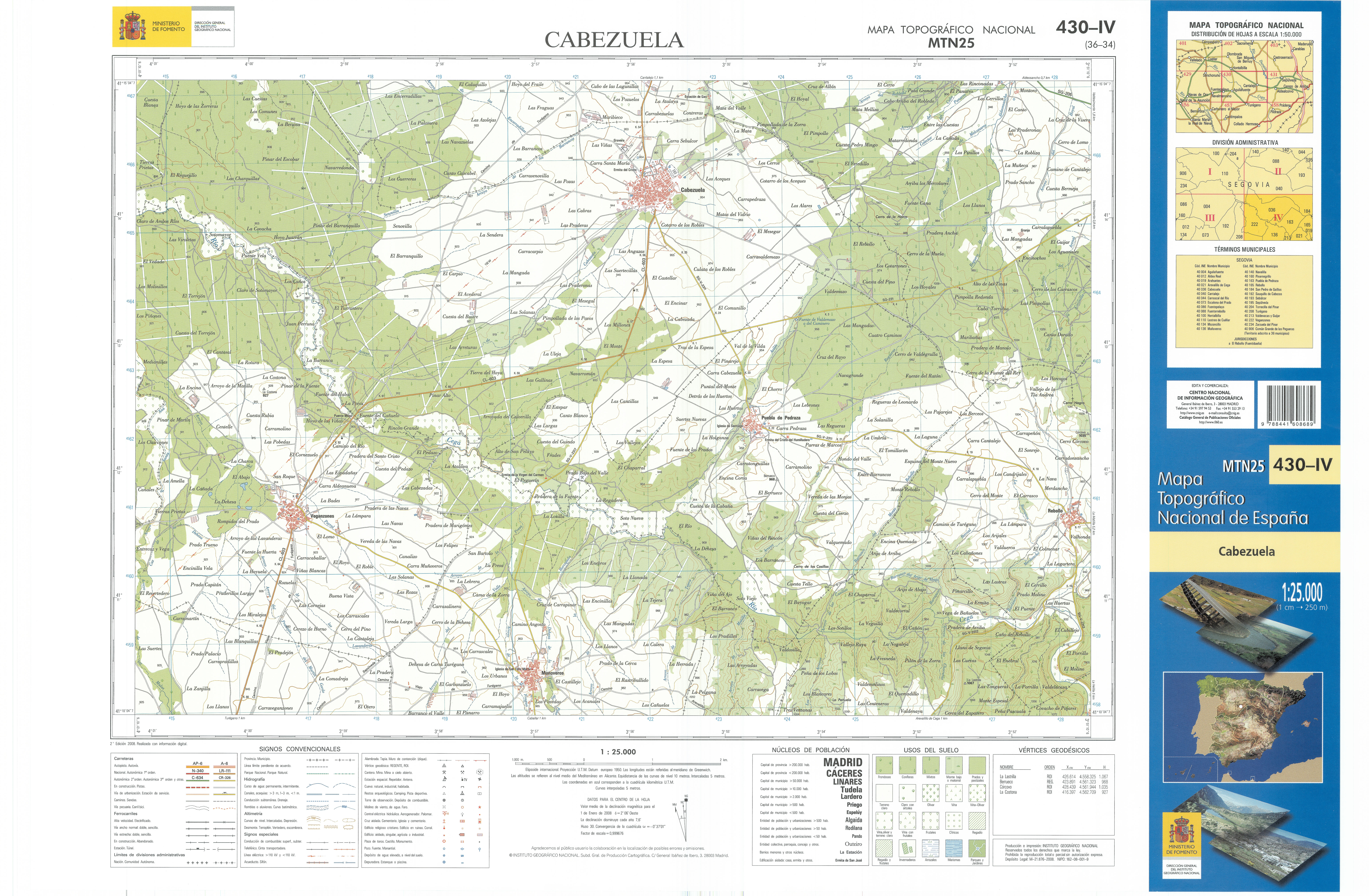
Fragmento de la hoja 430 del Mapa Topográfico Nacional de España de 2008 en el que se representa Puebla de Pedraza

Por la localidad trascurre el Camino de San Frutos, en la cuarta etapa de su itinerario por Caballar.
| Noroeste: Cabezuela | Norte: Cabezuela         | Noreste: Cantalejo          |
| Oeste: Muñoveros    |                          | Este: Rebollo               |
| Suroeste: Muñoveros | Sur: Valdevacas y Guijar | Sureste: Arevalillo de Cega |

## Demografía
Cuenta con una población de 51 habitantes (INE 2024).
| Gráfica de evolución demográfica de Puebla de Pedraza entre 1842 y 2021 |
| |
| Población de derecho según los censos de población del INE. Población de hecho según los censos de población del INE.En 1857 crece el término del municipio porque incorpora a Frades. |

## Administración y política
| Periodo   | Nombre                                                                   | Partido |
| --------- | ------------------------------------------------------------------------ | ------- |

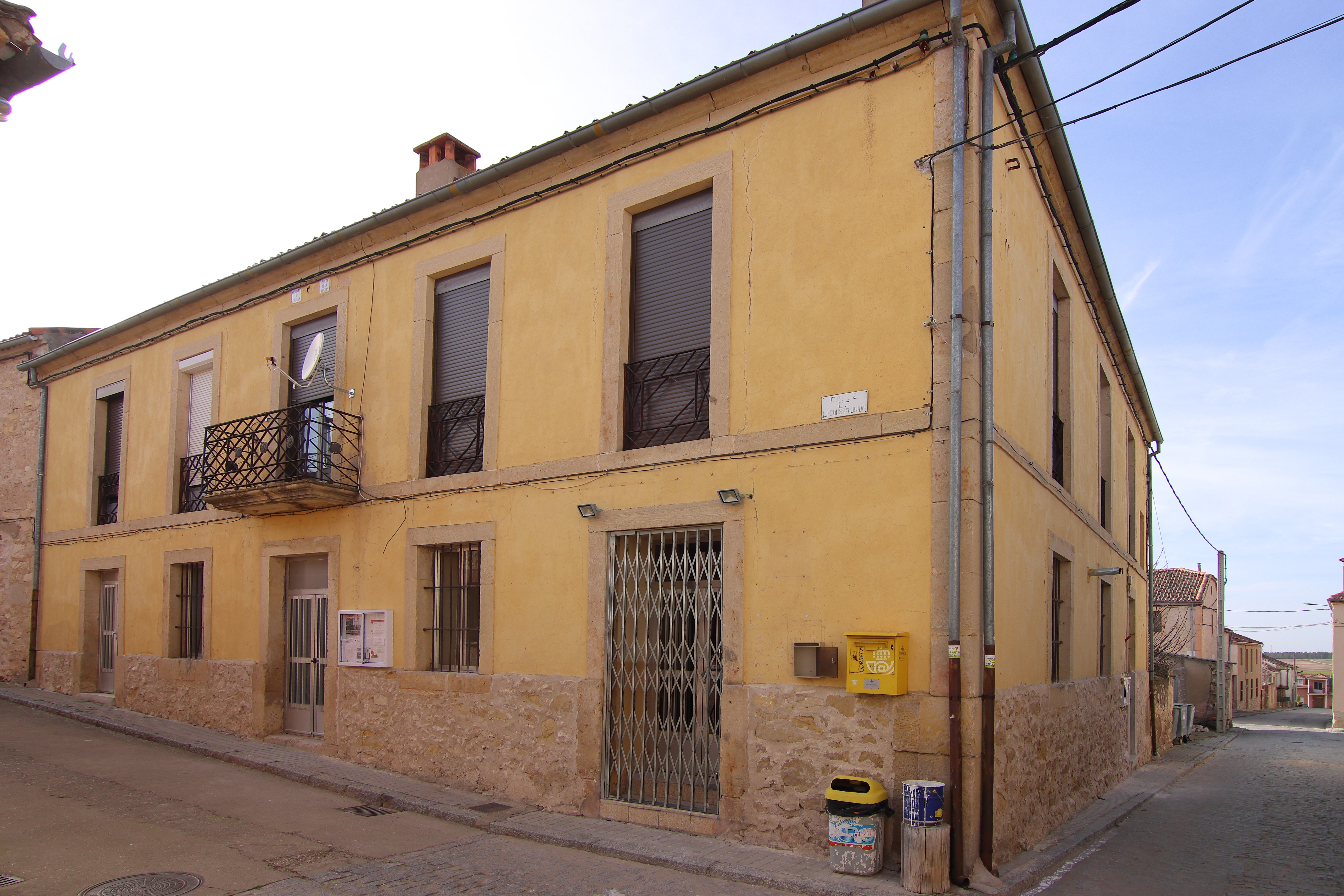
Casa consistorial

| 1979-1983 | Juan José García Antonio                                                 | UCD     |
| 1983-1987 | Mariano Esteban de Diego                                                 | PSOE    |
| 1987-1991 | Juan Gil Santamaría                                                      | PDP     |
| 1991-1995 | Juan Gil Santamaría                                                      | PP      |
| 1995-1999 | Felix Matesanz Sacristán                                                 | IU      |
| 1999-2003 | Felix Matesanz Sacristán                                                 | IU      |
| 2003-2007 | Felix Matesanz Sacristán                                                 | IU      |
| 2007-2011 | Felix Matesanz Sacristán                                                 | TC-ACAL |
| 2011-2015 | Felix Matesanz Sacristán                                                 | PCAS    |
| 2015-2019 | Felix Matesanz Sacristán                                                 | PCAS    |
| 2019-2023 | Hermenegildo Frías Arevalillo (2019-2023)Felix Matesanz Sacristán (2023) | PPPCAS  |

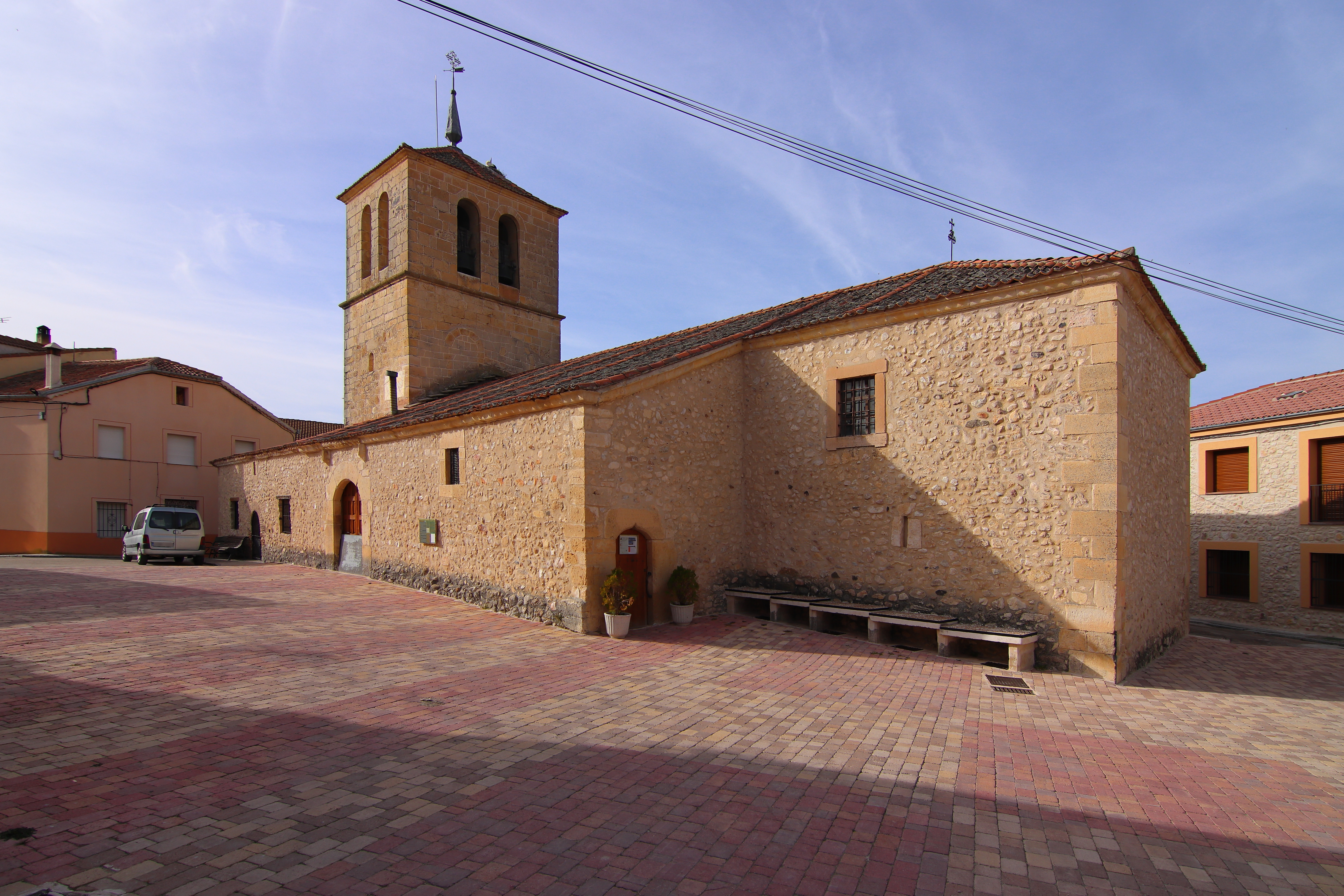
Iglesia de Santiago Apóstol

| 2023-act. | Hermenegildo Frías Arevalillo                                            | PP      |